# Max Danner
Josef Maximilian „Max“ Danner (* 31. Mai 1930 in Haselbach; † 10. Juni 1997 in München) war ein deutscher Unfallforscher und Versicherungsdirektor.

## Leben
Maximilian „Max“ Danner, studierte und wurde 1958 an der TH München zum Dr.-Ing. promoviert. Er gründete 1971 das Institut Kfz-Technik im Allianz Zentrum für Technik. Er publizierte zum Thema Sicherheit im Straßenverkehr und trat als Experte in Funk und Fernsehen auf. Ab 1972 wurde er Honorarprofessor an der TU Berlin und 1976 als Unfallforscher an der TU München. Zum 1. Januar 1993 ging er in den vorzeitigen Ruhestand.
Danner leitete als Versicherungsdirektor das Allianz-Zentrum für Technik. Er war einer der stärksten Befürworter des Sicherheitsgurtes und der Anschnallpflicht. Er hat zur Berechnung des Nutzungsausfalls bei Kraftfahrzeugschäden eine Tabelle (die sogenannte Sanden/Danner/Küppersbusch-Tabelle) erstellt, die noch heute geführt und bei der Schadensberechnung zugrunde gelegt wird.
Er verfasste zahlreiche Facharbeiten und war Mitherausgeber der Zeitschrift Der Verkehrsunfall.
Danner war auch als Gutachter vor Gericht tätig, so zum Beispiel im Prozess um die tödliche Trunkenheitsfahrt von Otto Wiesheu. Außerdem war er mehrfach in der ZDF-Reihe Verkehrsgericht zu sehen; als Studiogast und als Gutachter in fiktiven Strafgerichtsverhandlungen.
Max Danner lebte in Ismaning in Oberbayern. Sein Sohn Christian Danner (* 1958) ist Rennfahrer und ehemaliger Formel-1-Pilot.

## Ehrungen
- 1974: Goldener Dieselring des Verbandes der Motorjournalisten für Verdienste um die Verkehrssicherheit
- 1981: Bayerischer Verdienstorden
- 1990: Verdienstkreuz 1. Klasse der Bundesrepublik Deutschland